# Сутешти (Валча)
Сутешти (рум. Sutești) насеље је у Румунији у округу Валча у општини Сутешти. Oпштина се налази на надморској висини од 170 m.

## Становништво
Према подацима из 2011. године у насељу је живело 837 становника.